# Poroeno
Poroeno (Samisch ook wel: Boazoeatnu) is een rivier die stroomt in de Finse gemeente Enontekiö in de provincie Lapland. De rivier vormt een van de twee bronrivieren van de Lätäseno, die afwatert via de Muoniorivier. De Poroeno is de afwateringsrivier van het Porojärvi, een langgerekt (west-oost) meer in Noord Finland op 583 meter hoogte gelegen. De Poroeno slingert en troomt langs de Fins/Noorse grens van noordwest naar zuidoost door onherbergzaam en onbewoond gebied. De rivier is in trekt bij (wildwater-)kanoërs en sportvissers. De rivier is ongeveer 25 kilometer lang, ’s winters altijd dichtgevroren en ongeschikt voor commerciële vaart. Ze bevat water dat afkomstig is uit de heuvels en bergen ten zuiden van de Haltiatunturi.
De naam Poroeno kan ontleed worden in Poro (rendier en Eno (rivier). Ze behoort tot het stroomgebied van de Torne.
Afwatering: Poroeno → Lätäseno → Könkämärivier → Muonio →  Torne → Botnische Golf